# Monthiers
Monthiers és un municipi francès situat al departament de l'Aisne i a la regió dels Alts de França. L'any 2007 tenia 168 habitants.

## Demografia

### Població
El 2007 la població de fet de Monthiers era de 168 persones. Hi havia 58 famílies de les quals 13 eren unipersonals (9 homes vivint sols i 4 dones vivint soles), 18 parelles sense fills i 27 parelles amb fills.
La població ha evolucionat segons el següent gràfic:
Habitants censats

### Habitatges
El 2007 hi havia 86 habitatges, 64 eren l'habitatge principal de la família, 18 eren segones residències i 4 estaven desocupats. 83 eren cases i 2 eren apartaments. Dels 64 habitatges principals, 57 estaven ocupats pels seus propietaris, 4 estaven llogats i ocupats pels llogaters i 2 estaven cedits a títol gratuït; 1 tenia dues cambres, 11 en tenien tres, 13 en tenien quatre i 38 en tenien cinc o més. 52 habitatges disposaven pel capbaix d'una plaça de pàrquing. A 34 habitatges hi havia un automòbil i a 28 n'hi havia dos o més.

### Piràmide de població
La piràmide de població per edats i sexe el 2009 era:
| Homes | Edats   | Dones |
| ----- | ------- | ----- |
| 0     | 95 o +  | 0     |
| 0     | 90 a 94 | 0     |
| 0     | 85 a 89 | 0     |
| 0     | 80 a 84 | 0     |
| 0     | 75 a 79 | 0     |
| 0     | 70 a 74 | 0     |
| 8     | 65 a 69 | 8     |
| 0     | 60 a 64 | 4     |
| 4     | 55 a 59 | 4     |
| 4     | 50 a 54 | 0     |
| 8     | 45 a 49 | 8     |
| 12    | 40 a 44 | 4     |
| 0     | 35 a 39 | 4     |
| 12    | 30 a 34 | 8     |
| 0     | 25 a 29 | 8     |
| 0     | 20 a 24 | 4     |
| 4     | 15 a 19 | 0     |
| 4     | 10 a 14 | 0     |
| 12    | 5 a 9   | 12    |
| 4     | 0 a 4   | 4     |

## Economia
El 2007 la població en edat de treballar era de 104 persones, 84 eren actives i 20 eren inactives. De les 84 persones actives 78 estaven ocupades (44 homes i 34 dones) i 7 estaven aturades (7 dones i 7 dones). De les 20 persones inactives 6 estaven jubilades, 8 estaven estudiant i 6 estaven classificades com a «altres inactius».

### Ingressos
El 2009 a Monthiers hi havia 59 unitats fiscals que integraven 157 persones, la mediana anual d'ingressos fiscals per persona era de 17.415 €.

### Activitats econòmiques
Dels 8 establiments que hi havia el 2007, 1 era d'una empresa de fabricació d'altres productes industrials, 3 d'empreses de construcció, 1 d'una empresa de comerç i reparació d'automòbils, 1 d'una empresa d'hostatgeria i restauració, 1 d'una empresa financera i 1 d'una empresa immobiliària.
Dels 2 establiments de servei als particulars que hi havia el 2009, 1 era una empresa de construcció i 1 restaurant.
L'únic establiment comercial que hi havia el 2009 era una botiga de mobles.

## Poblacions més properes
El següent diagrama mostra les poblacions més properes.